# Cá khế mõm dài
Cá khế mõm dài (Danh pháp khoa học: Carangoides chrysophrys) là một loài cá biển trong họ cá khế Carangidae thuộc bộ cá vược Perciformes phân bố ở các vùng nước ấm ven bờ Ấn Độ Dương-Thái Bình Dương. Chúng sinh sống đến tận Nam Phi, New Zealand, Nhật Bản. Ở Việt Nam, chúng phân bố ở vịnh Bắc Bộ, Trung Bộ, Đông Nam Bộ và Tây Nam Bộ.
Chúng sinh sống gần các rạn san hô. Tên thường gọi tiếng Anh của nó là Longnose trevally, tên tiếng Nhật là Hirahana-aji, Hishi-yoroi-aji, tên tiếng Tây Ban Nha là Jurel tapir. Chúng là loài cá có giá trị kinh tế và được khai thác quanh năm như là một nguồn thực phẩm thiết yếu.

## Đặc điểm
Chúng có kích cỡ từ 100 - 200mm. Thân dẹp hai bên, tương đối cao. Viền lưng cong đều, viền bụng có dạng một đoạn thẳng gẫy khúc ở hậu môn. Chiều dài thân bằng 1,8-2,3 lần chiều cao thân, bằng 2,9 lần chiều dài đầu. Đầu ngắn, mõm nhọn. Mép sau các xương nắp mang trơn, xương nắp mang chính không có gai. Phần ngực không phủ vảy. Đường bên hoàn toàn. Lưng màu gio, bụng màu trắng. Góc trên nắp mang có một vết đen. Cá nhỏ bên thân có 4-5 vân ngang chếch màu tối và phía trên sau mắt có một vân xám nhỏ.